# Caltex

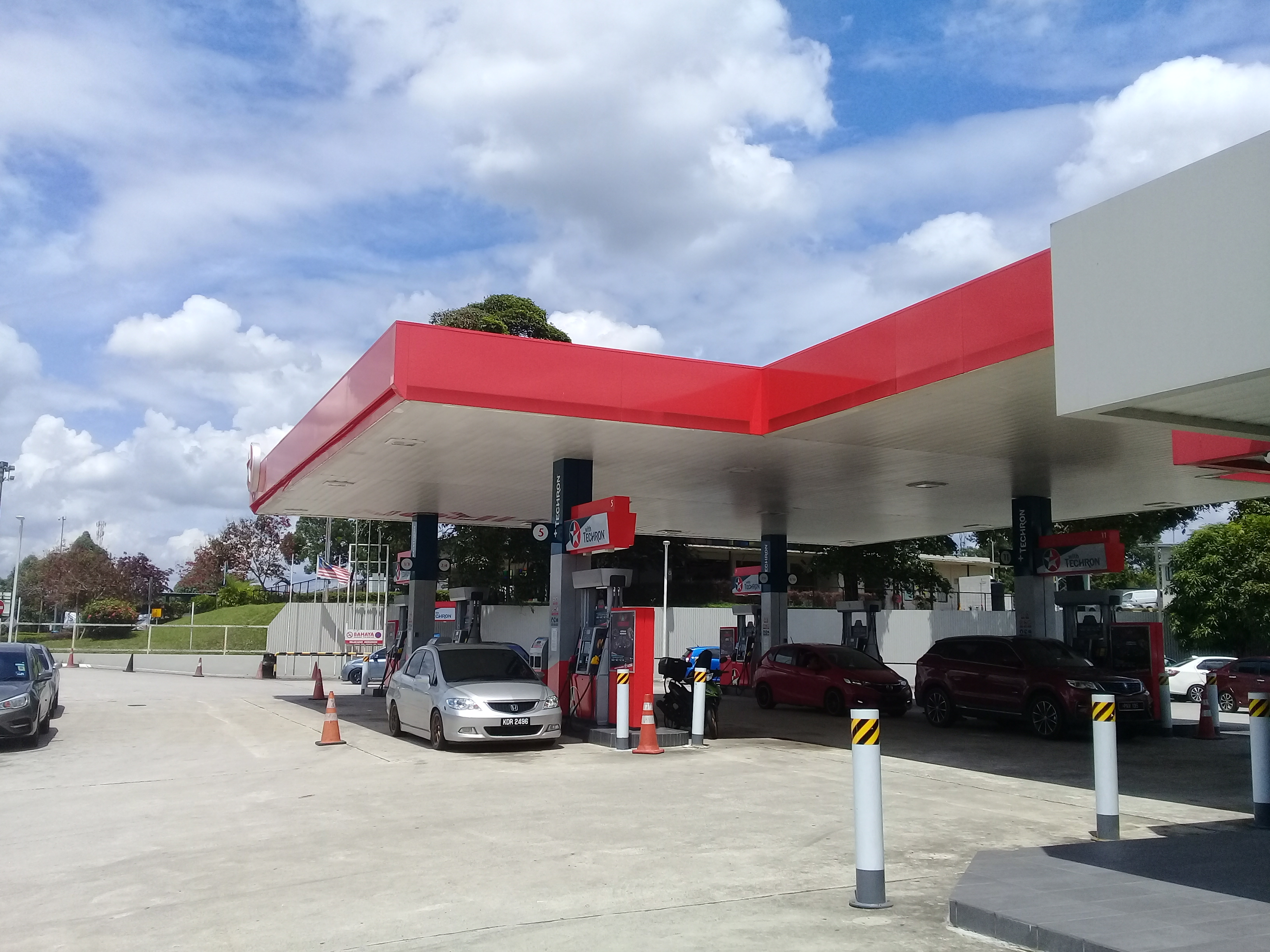
Caltex.

Caltex là một thương hiệu dầu khí tên của Công ty Chevron được sử dụng tại hơn 60 quốc gia trong khu vực châu Á-Thái Bình Dương, Trung Đông, và miền nam châu Phi.

## Lịch sử
Caltex bắt đầu vào năm 1936 với tên Công ty Dầu California Texas, một liên doanh giữa Công ty Texas (sau này có tên là Texaco) và Standard Oil của California (sau này có tên là Chevron) để cung ứng dầu từ các mỏ nhượng bộ mới giành được ở Ả-rập Xê-út. Nó được đổi tên thành Công ty Dầu khí Caltex vào năm 1968. Hai công ty mẹ sáp nhập vào năm 2001 để hình thành Chevron (đổi tên thành Chevron vào năm 2005) và Caltex vẫn là một tên thương hiệu quốc tế lớn của nó.
Caltex kinh doanh các sản phẩm dầu nhớt với thương hiệu Delo dùng cho động cơ diesel và Havoline dùng cho động cơ xăng.
Delo là một thương hiệu dầu nhớt của Caltex thuộc tập đoàn Chevron. Xuất hiện lần đầu vào năm 1935, khi công ty Standard Oil đưa ra sản phẩm Delo, tên gọi tắt của Diesel Engine Lubricating Oil - dầu nhớt bôi trơn động cơ diesel.
Delo nguyên bản là dầu nhớt động cơ đa năng được thiết kế để đáp ứng các yêu cầu của loại động cơ diesel tốc độ cao lắp cho máy kéo Caterpillar. Năm 1941, Chevron phát triển loại nhớt động cơ chuyên dụng PRM Delo và trở thành loại dầu nhớt phức hợp đầu tiên được Hải quân Hoa Kỳ sử dụng, giúp tàu ngầm tăng gấp 3 lần phạm vi tuần tra trong Chiến tranh thế giới thứ 2.
Năm 1953, đưa ra dầu nhớt động cơ đa cấp đầu tiên có nhiều ưu điểm so với dầu nhớt đơn cấp và dần trở nên thông dụng. Năm 1989, ra mắt sản phẩm giúp động cơ diesel đạt 1,6 triệu km mà chưa cần đại tu.
Năm 1998, đưa ra thị trường đầu tiên dầu động cơ tải trọng nặng, cải thiện ma sát, tiết kiệm nhiên liệu 10W-30. Năm 2006, thông báo kế hoạch phát triển dãy sản phẩm CJ-4 và khẳng định công nghệ chất làm mát siêu bền Extended Life Coolant với định kỳ sử dụng 1,6 triệu km.
Caltex xuất hiện ở Việt Nam vào năm 1949, tiếp thị các sản phẩm dầu khí ở Bắc Việt Nam cho tới năm 1954 và ở Nam Việt Nam cho tới năm 1975. Tại thời điểm đó, sản phẩm dầu nhớt của Caltex chiếm tới 20% thị phần ở Nam Việt Nam.
Caltex trở lại Việt Nam vào năm 1995, mở Văn phòng đại diện tại Hà Nội và chi nhánh tại thành phố Hồ Chí Minh. Tháng 7/1998, Công ty TNHH Dầu nhờn Chevron Việt Nam (tên gọi mới của Caltex Việt Nam) bắt đầu hoạt động, tập trung vào sản xuất và kinh doanh các loại dầu nhớt. Công ty chính thức khai trương nhà máy sản xuất dầu nhờn tại Hải Phòng vào ngày 14/10/1999